# Al'bert Val'tin
Al'bert Ivanovyč Val'tin (in ucraino Альберт Іванович Вальтін?; Charkiv, 17 novembre 1937 – Kiev, 18 febbraio 2015) è stato un cestista sovietico.

## Carriera
Con l'Unione Sovietica ha disputato i Giochi olimpici di Roma 1960 e i Campionati europei del 1961.